# Новый Пичеур
Новый Пичеур — деревня в Павловском районе Ульяновской области, в составе Пичеурского сельского поселения.
Население - 36 (2010)

## Название
Пичеур — «небольшая возвышенность с сосновым лесом».

## История
В Списке населённых мест Российской империи по сведениям за 1859 год упоминается как казённая деревня Новый Печеур (Леплейка) Хвалынского уезда Саратовской губернии, расположенная при речке Леплейке по левую сторону тракта из города Хвалынска в квартиру второго стана и в Кузнецкий уезд на расстоянии 87 вёрст от уездного города. В населённом пункте насчитывалось 40 дворов, проживали 149 мужчин и 156 женщин. 
Согласно переписи 1897 года в деревне Новый Печур проживали 557 жителей (276 мужчин и 281 женщина), все православные.
Согласно Списку населённых мест Саратовской губернии 1914 года деревня Новые Печеуры относилась к Старо-Печеурской волости, в деревне проживали преимущественно бывшие государственные крестьяне, мордва, составлявшие одно сельское общество, к которому относилось 111 дворов, в которых проживали 402 мужчины и 413 женщин, всего 883 жителя.

## География
Деревня находится в пределах Приволжской возвышенности, являющейся частью Восточно-Европейской равнины, на речке Леплейке (левый приток реки Ломовки), на высоте около 280 метров над уровнем моря. Рельеф местности холмистый. 
В районе деревни распространены серые лесные почвы и чернозёмы оподзоленные.
Деревня расположена примерно в 18 км по прямой к северо-северо-западу от районного центра посёлка городского типа Павловка. По автомобильным дорогам расстояние до районного центра составляет 29 км, до областного центра города Ульяновска - 250 км. 
Часовой пояс
Новый Печеур, как и вся Ульяновская область, находится в часовой зоне МСК+1. Смещение применяемого времени относительно UTC составляет +4:00.

## Население
Динамика численности населения по годам:
| Годы      | 1859 | 1897 | 1911 | 1989 | 2002 |
| --------- | ---- | ---- | ---- | ---- | ---- |
| Население | 305  | 557  | 883  | ≈110 | 50   |

| 2010 |
| ---- |
| 36   |

Национальный состав
Согласно результатам переписи 2002 года мордва составляла 94 % населения деревни.